# 梅哈迪卡鄉
45°02′N 22°16′E / 45.033°N 22.267°E
梅哈迪卡鄉（羅馬尼亞語：Comuna Mehadica, Caraș-Severin），是羅馬尼亞的鄉份，位於該國西南部，由卡拉什-塞維林縣負責管轄，處於布加勒斯特以西300公里，每年平均降雨量1,134毫米，海拔高度327米，2007年人口774。